# 第71独立猟兵旅団 (ウクライナ空中機動軍)
第71独立猟兵旅団（だい71どくりつりょうへいりょだん、ウクライナ語: 71-ша окрема єгерська бригада）は、ウクライナ空中機動軍の旅団。第7空中強襲軍団隷下。

## 概要

### ロシアのウクライナ侵攻

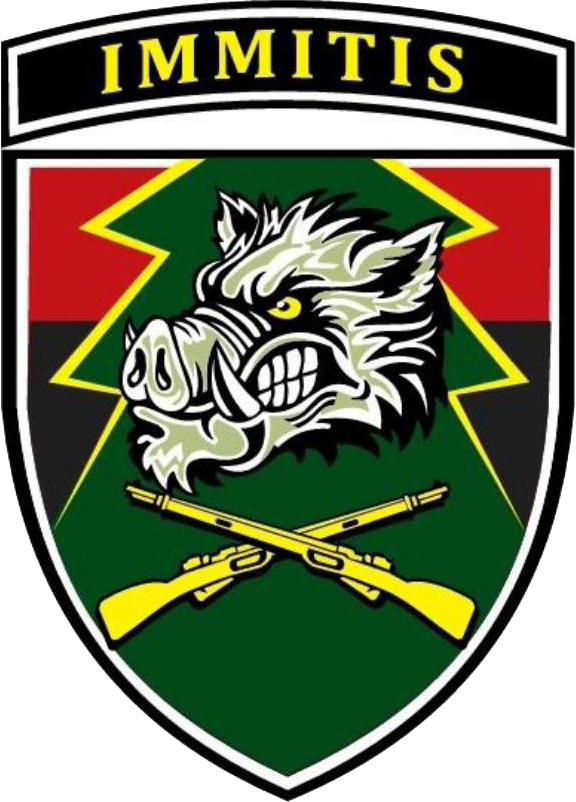
ウクライナ陸軍第71独立猟兵旅団章

2022年2月24日、ロシアのウクライナ侵攻の影響に伴い、ウクライナ陸軍予備軍団の予備役部隊としてドニプロペトロウシク州で創設された。

#### 東部・南ドネツク戦線
2022年7月、東部ドネツィク州ヴォルノヴァーハ地区に配備され、第54独立機械化旅団と交代でヴォルノヴァーハ方面を防御した。

#### 北東部・イジューム戦線
2022年9月、北東部ハルキウ州イジューム地区に再配置され、第3独立戦車旅団の火力支援を受けて攻勢を開始し、ハルキウ州の大部分を解放した。
2022年10月、非空挺部隊ながらウクライナ空中機動軍に編入した。

#### 東部・バフムート戦線
2022年10月、激戦地の東部ドネツィク州バフムート地区に再配置され、バフムート方面を防御した。
2022年12月6日、ウォロディミル・ゼレンスキー大統領より、勇気と勇敢さに対する栄誉賞を授与された。

#### 東部・スヴァトヴェ-クレミンナ戦線
2023年1月、東部ルハーンシク州セヴェロドネツィク地区に再配置され、クレミンナ方面を防御した。

#### 東部・アウディーイウカ戦線
2023年4月、東部ドネツィク州ポクロウシク地区に再配置され、アウディーイウカ方面を防御した。

#### 南部・ザポリージャ戦線
2023年9月、南部ザポリージャ州ポロヒー地区に再配置され、オリヒウ方面に展開した。

#### 北東部・ハルキウ戦線
2024年5月、ロシアと国境を接する北東部ハルキウ州チュフイウ地区に再配置され、友軍の救援でヴォウチャンシク方面に展開した。

#### 東部・ポクロウシク戦線
2024年9月、激戦地の東部ドネツィク州ポクロウシク地区に再配置され、友軍の救援で第152独立猟兵旅団、第425独立強襲大隊スカラと共にアウディーイウカ北西のポクロウシク方面に展開した。

## 編制
- 旅団司令部（パウロフラード）
- 第1猟兵大隊
- 第2猟兵大隊
- 第3猟兵大隊
- OUN特務中隊
- 旅団砲兵群
  - 本部中隊
  - 第1自走砲大隊
  - 第2自走砲大隊
  - ロケット砲大隊
  - 対戦車砲大隊
- 防空大隊

- 工兵大隊
- 整備大隊
- 兵站大隊
- 偵察中隊
- 通信中隊
- レーダー中隊
- 衛生中隊